# Open Access (software)
Open Access fue un conjunto integrado de aplicaciones de ofimática de propósito general desarrollado por la compañía estadounidense Software Products International (SPI) entre 1984 y 1995. Orientado a la gestión administrativa de pequeñas y medianas empresas, el paquete incluía un gestor de bases de datos, una hoja de cálculo, un procesador de textos, agenda y otras utilidades, además de un completo entorno de programación para desarrolladores. Podía utilizarse en modo monousuario o como nodo de un entorno distribuido en red.

## Características
A diferencia de las aplicaciones de línea de comandos de la época, el acceso a todas las funciones se podía llevar a cabo mediante selección de opciones de menú, y también por reasignación de teclas de función. Aunque en principio no disponía de soporte para ratón, ofrecía menús contextuales similares a los de un botón secundario. Además, todos los módulos se integraban en un centro de control, compartían una interfaz similar y facilitaban el intercambio de datos entre sí.
Este diseño compacto y unitario utilizaba de modo más eficiente los recursos de hardware y superaba las limitaciones del sistema operativo DOS para la multitarea. Compartían el mismo enfoque otros productos rivales de aquella época (segunda mitad de los años ochenta), como Framework (de Ashton-Tate), Lotus Symphony y, más tarde, Microsoft Works. Se englobaban en la categoría de los paquetes integrados, que más tarde serían desplazados por suites ofimáticas como Microsoft Office o Corel Wordperfect Office.  
El paquete incluía cuatro módulos principales: Gestor de bases de datos, Hoja de cálculo, Procesador de textos y Entorno programador, además de utilidades para el trabajo de oficina en colaboración, como agenda, soporte de comunicaciones, funciones de red, generación de gráficos, cliente de correo, presentaciones y agenda. Las tareas podían ser automatizadas con la creación y edición de macroinstrucciones. 
En sus últimas versiones, Open Access podía funcionar tanto de modo autónomo, en equipos de escritorio independientes, como en modo distribuido, a través de redes Novell Netware o Microsoft Windows NT. Asimismo, había ampliado sus posibilidades gráficas con la posibilidad de inserción de imágenes en los registros de las tablas y de generar gráficos dinámicos en las hojas de datos. 
Desde Windows 95 hasta Windows 10 el software puede ejecutarse como aplicación de 32 bits dentro de una sesión en MS-DOS. En 1992, el fabricante, Software Products International, lanzó un producto que funcionaba con Windows 3.11 llamado Window Base 2.0 (2.02), que permitía el acceso completo y la programación de las tablas de datos. Gracias a la programación orientada a objetos en modo WYSIWYG y al lenguaje de scripts DASL específico, así como a un controlador xBase, también se podían escribir aplicaciones para otros formatos de datos. También existe la posibilidad de consultar y editar la base de datos a través de secuencias en PHP, así como de acceder al conjunto de datos a través de ODBC utilizando el plugin para MySQL v. 5.1.x.
Para desarrolladores, SPI proveía bibliotecas DDL que permitía a aquellos entregar a sus clientes aplicaciones ejecutables totalmente independientes a partir de proyectos OAC. Un archivo con extensión .oac contenía el código compilado a partir de los scripts en formato texto que el entorno programador de Open Access interpretaba en tiempo de ejecución, y que requerían tener instalado el paquete completo. 

## Módulos principales

### Gestor de bases de datos
Basado en el modelo relacional, era extraordinariamente avanzado para su época. No era preciso memorizar largas listas de órdenes como en dBase o FoxPro: a través de selección de opciones de menú simples, con sucesivos niveles de profundidad, el usuario podía llegar a generar tablas complejas y, partir de ellas, bases de datos sumamente eficientes. Entre sus prestaciones destacan:
- Capacidad para resolver consultas SQL
- Actualización de subconjuntos de registros (vistas)
- Integridad referencial de entrada
- Manipulación de una amplia variedad de tipos de datos, incluidos campos memo e imágenes
- Integración de gráficos en formato PCX
- Bloqueo de registros y de ficheros para trabajo en red
- Tamaño de tablas de hasta 2 GB

### Hoja de cálculo
Conectada con el módulo de gestión de bases de datos, era la herramienta idónea para confeccionar informes económicos, proyecciones financieras o balances anuales. De funcionamiento similar a su competidor Lotus 1-2-3, ofrecía utilidades adicionales como:
- Funciones estadísticas avanzadas
- Simulación de objetivos con manejo de constantes, variables dependientes y variables independientes
- Importación y exportación a formato wk1-wk4 de Lotus 1-2-3

### Procesador de textos
Con una interfaz no tan vistosa como los procesadores WYSIWYG que le seguirían, manejaba con solvencia la correspondencia con clientes y proveedores. Para ello, además de las funciones básicas, contaba con las siguientes:
- Plantillas
- Corrector ortográfico
- Modo vista previa
- Etiquetado (tagging) de texto para mayor control de la salida impresa
- Fusión de datos para correspondencia
- Reconocimiento de documentos de WordPerfect, Word y WordStar

### Entorno de programación
Open Access brindaba un completo entorno de desarrollo para diseñar aplicaciones personalizadas. A partir de un lenguaje accesible de cuarta generación, que podría considerarse un dialecto de Q-Basic, semejante a Pascal, se podía escribir código robusto y ajustado a los cánones de la programación estructurada. 
Desde el propio editor de textos se podían interpretar y depurar las rutinas a medida que se iban escribiendo. Finalmente, una vez finalizada la codificación se compilaba en un fichero compacto con extensión .cmd, que podía o bien incorporarse como un módulo más del centro de control de entrada a Open Access, o bien ejecutarse directamente desde el sistema operativo mediante una macro. 
En su versión IV era ya capaz de procesar subrutinas escritas en C (extensión .oac) y se podía obtener del fabricante el entorno de ejecución; de este modo, el desarrollador podía compilar y distribuir aplicaciones (ficheros .exe) independientes sin necesidad de que el usuario tuviera instalado el paquete de SPI.

## Versiones
Open Access fue evolucionando desde su creación en 1985 hasta el cierre de SPI, a mediados de la década siguiente. El fabricante numeraba las sucesivas versiones con dígitos romanos:
- Open Access I (OA 1.01)
- Open Access II (OA 2.01)
- OA II Plus (OA 2.01)
- OA III (OA 3.01)
- OA IV (OA 4.01a)

La última versión distribuida fue la 4.01b. Después, algunas empresas siguieron dando soporte y comercializando aplicaciones a medida para empresas.